# 39-та окрема залізнична бригада (РФ)
39-я окрема залізнична ордена Жукова бригада (39 озбр) — залізничне формування постійної готовності у структурі Залізничних військ Збройних сил Російської Федерації.
Умовне найменування — військова частина № 01228 (в/ч 01228).

## Склад бригади
- Штаб бригади (в/ч 01228) — місто Тимашевськ, Краснодарського краю;
- 39-й окремий колійний залізничний батальйон (в/ч 98544) — місто Сочі, Краснодарського краю;
- 97-й окремий колійний залізничний батальйон (в/ч 98545) — місто Тимашевськ, Краснодарського краю;
- 211-й окремий залізничний батальйон механізації (в/ч 98548) — місто Кропоткін, Краснодарського краю;
- 242-й окремий мостовий залізничний батальйон (в/ч 98547) — місто Курганинськ, Краснодарського краю;
- 630-й окремий колійний залізничний батальйон (в/ч 98546) — місто Керч, окупований Росією український Крим.

## Основні функції
Будівництво, відновлення й технічному обслуговуванню залізничних полотен і колійної інфраструктури, охорона залізничних об'єктів.

## Історія

Міністр оборони Росії генерал армії Сергій Шойгу прикріплює регалії ордена Жукова до прапора бригади

Підрозділ засновано в 1948 році в Омську з метою будівництва на залізничній лінії Кізел — Перм.
У 1975 році бригада брала участь у будівництві Байкало-Амурської магістралі.
У 1994 році з'єднання передислоковано на Кубань, в Курганинськ й Тимашевськ. Бригада брала участь у спорудженні трансфертних переходів для морських портів у містах Темрюк й Новоросійськ, а також ліквідації наслідків повені у Кримську. З'єднання виконувало розмінування й відновлення залізниць у Чечені (у 1990-і роки) та Абхазії (у 2008 році).
У 2017 році бригада провела роботи по будівництву нової ділянки залізниці Журавка — Міллерово, що проходить в обхід території України, за що в серпні 2017 року було нагороджено орденом Жукова, який особисто закріпив на прапору з'єднання Міністр оборони Російської Федерації генерал армії С. Шойгу.
На 2017 рік військова частина 01228 відновлювала залізницю й роботами на інших об'єктах, в тому числі й на об'єктах зведення Кримського мосту. З'єднання періодично проводить військові навчання.